# 파토스
파토스(pathos, 그리스어: πάθος, 영어: ˈpeɪθɒs 또는 /ˈpeɪθoʊs/)는 원래의 그리스어로는 청중의 감성에 호소하는 것을 나타낸다. 파토스는 수사학, 문학, 영화 그리고 서사적 예술 장르에서 사용했던 의사소통 기교이다. 영어 발음을 따라 '페이소스'라고 하기도 한다.
파토스는 그리스어 '고통', '경험'을 뜻하는 πάθος에서 왔으며, 영어의 형용사 pathethic은 παθητικός에서 왔다.
감성적인 호소는 다음과 같은 많은 방법을 동반한다.
- 수사적 도구로서 은유나 이야기 하기
- 전달되는 총체적인 열정, 그리고 전반적인 감정과 화자의 공감.

외부로부터의 사물에 의해 수동적으로 흔들리게 된 일시적인 쾌고(快苦)의 감정을 수반하는 감정적 흥분·격정을 뜻했다. 이지적·로고스적인 것의 반대라고 할 수 있다.
오늘에 와서는 일시적인 감정적 흥분 외에 무엇인가에 대한 지속적인 정열, 정념, 욕정도 의미한다.

## 같이 보기
- 에토스
- 로고스
- 고대 그리스 문학

## 참고 자료
- 이 문서에는 다음커뮤니케이션(현 카카오)에서 GFDL 또는 CC-SA 라이선스로 배포한 글로벌 세계대백과사전의 내용을 기초로 작성된 글이 포함되어 있습니다.